# Kopierverlust
Unter Kopierverlust versteht man, dass eine analoge Kopie stets weniger Information aufweist als das Original, von dem sie erzeugt wurde. Der Begriff stammt aus der Film- und Tontechnik. Der Kopierverlust wird besonders deutlich bei Kopien über mehrere Generationen hinweg, also bei Kopien von Kopien von Kopien usw. von einem Original.
Der Verlust entsteht durch das Zusammenwirken und die gegenseitige Verstärkung verschiedener Faktoren. Einmal auftretende Fehler werden mitkopiert und in die Folgegenerationen übernommen, im Extremfall können schließlich die Fehler das Originalsignal komplett verdecken (siehe Entropie). Das gilt nicht für die Digitaltechnik.

## Film
Beim Kopieren von einem Filmstreifen auf einen anderen geht selbst unter optimalen Umständen Information verloren. Die Kopie ist grundsätzlich weniger scharf, sie hat einen höheren Kontrast und weniger Zeichnung als das Original. Staub und Kratzer werden mitkopiert und sind nichtentfernbarer Bestandteil der Kopie und der nachfolgenden Generationen. Fehler bei Bedienung und Justierung der technischen Apparate führen möglicherweise zu einem Beschnitt des Bildes. Ungenauigkeiten und Toleranzen in der Filmführung können den Bildstand einer Kopie erheblich verschlechtern. Eine Übersicht über übliche Generationen bei Filmkopien findet sich hier.

## Ton
Bei magnetbandbasierten Aufnahmetechniken ist die Kopie stets schlechter als das Original, weil das Tonsignal mehrfach gewandelt wird, dabei einerseits Information verliert, andererseits Störgeräusche (Brummen, Rauschen usw.) addiert werden. Auch Gleichlaufschwankungen und Aussetzer werden mit jeder Generation deutlicher hörbar. Techniken wie Abmischung und Ping-Pong-Recording nehmen Kopierverluste in Kauf, um mit begrenzter Spurenanzahl komplexe Mehrspuraufnahmen realisieren zu können.

## Fotokopie
Bei Papierkopien von Papierkopien leidet als erstes die Lesbarkeit der Schrift, bedingt durch die Grenzen der Auflösung von Fotokopierern. Auch sind Kopien nicht immer genau so groß wie das Original.

## Digitale Signalverarbeitung
Überall dort, wo digitale Signale, wie z. B. Bild- oder Toninformationen, bearbeitet und dabei neuberechnet werden, treten Rundungsfehler auf, die in der Summe schließlich wahrnehmbare Signalverfälschungen und damit Informationsverlust erzeugen. Die Programmierung versucht dem zu begegnen, indem einerseits die Anzahl der Neuberechnungen möglichst klein gehalten wird, andererseits hohe (interne) Auflösungen beim „Sampling“ und Berechnen verwendet werden.

## Biologie
Informationsverlust tritt bei jeder Zellteilung auf, da die DNS niemals fehlerfrei repliziert wird. Dieser Kopierverlust führt nach vielen Zellteilungen zum Ausfall lebensnotwendiger Prozesse in der Zelle.